# Rameau cutané antérieur du nerf fémoral
Les rameaux cutanés antérieurs du nerf fémoral sont deux branches terminales mixtes du nerf fémoral : le nerf musculo-cutané externe de la cuisse et le nerf musculo-cutané interne de la cuisse.

## Nerf musculo-cutané externe de la cuisse
Le nerf musculo-cutané externe traverse le fascia lata (et généralement le muscle sartorius) à environ 7,5 cm au-dessous du ligament inguinal.
Il innerve le muscle sartorius puis il se divise en plusieurs rameaux cutanés.
Ces derniers innervent la partie antérieure de la cuisse jusqu'à l'avant du genou et la face médiale du genou.

## Nerf musculo-cutané interne de la cuisse
Le nerf musculo-cutané interne traverse obliquement la partie supérieure de la gaine de l'artère fémorale et se divise devant ou du côté médial de ce vaisseau en deux branches, une antérieure et une postérieure.
Il innerve le muscle pectiné et le muscle long adducteur.
Il fournit l'innervation sensitive à la partie supéro-médiale de la cuisse et à l'articulation coxo-fémorale.